# Mabaruma
Mabaruma es una localidad de Guyana (región 1 de Barima-Waini) que se encuentra en la Guayana Esequiba, territorio disputado con Venezuela. Está situada cerca del río Barima en una meseta estrecha sobre la selva tropical. 
Sustituyó a Morajuana (Morawhanna en inglés) como la capital regional después de que la anterior estuviera en riesgo de inundarse. Mabaruma posee la primera escuela secundaria de la región, la escuela secundaria del noroeste, establecida en 1965.

## Historia
Mabaruma fue en su día una gran finca propiedad de la familia Broomes. El cacao era uno de los productos fabricados antes de que el Gobierno de Guyana comprara parte del terreno para construir instituciones gubernamentales. En esta zona viven principalmente amerindios. Algunas de las tribus son arawaks, caribes y warao. Mabaruma también tiene una gran población afroguyanesa, con pequeñas comunidades de indios orientales, chinos y portugueses. 
Sustituyó a Morawhanna como capital regional después de que se considerara que la primera corría peligro de inundación. Mabaruma se convirtió en ciudad en 2016 con la incorporación de las aldeas circundantes de Hosororo y Kumaka.

## Edificios
Hay una casa de huéspedes del gobierno en la ciudad, así como la oficina de correos de Mabaruma, el hospital de Mabaruma y una comisaría de policía donde se juzgan los casos judiciales. Sin embargo, debido a su tamaño, sólo se juzgan delitos menores.

## Demografía
Según censo de población 2002 contaba con 764 habitantes. La estimación 2010 refiere a 941 habitantes.
Ocupación de la población
| Población    | Población                | Población | Población            | Población      | Población         | Población         | Población | Población | Población |
| Funcionarios | Profesionales y técnicos | Clero     | Comercio y Servicios | Act. agrícolas | Act. industriales | Ocup. elementales | S/D       | Total     |           |
| ------------ | ------------------------ | --------- | -------------------- | -------------- | ----------------- | ----------------- | --------- | --------- | --------- |
| 4            | 39                       | 13        | 52                   | 11             | 11                | 49                | 216       | 398       |           |